# Arrondissement de Saint-Jean-d'Angély
L'arrondissement de Saint-Jean-d'Angély est une division administrative française, située dans le département de la Charente-Maritime et la région Nouvelle-Aquitaine.
Situé dans la partie Nord-Est de la Charente-Maritime, il est l'arrondissement le moins peuplé du département.

## Administration
La sous-préfète actuelle est Madame Anne Winkopp-Toch, nommée par décret du Président de la République le 26 août 2021.

## Composition

### Composition jusqu'en 2016
L'arrondissement de Saint-Jean-d'Angély regroupe 115 communes qui sont réparties dans 7 cantons.
La composition administrative de l'arrondissement est la suivante (par ordre alphabétique des cantons) :
- Le Canton d'Aulnay regroupe 24 communes.
- Le Canton de Loulay regroupe 15 communes.
- Le Canton de Matha regroupe 25 communes.
- Le Canton de Saint-Hilaire-de-Villefranche regroupe 10 communes.
- Le Canton de Saint-Jean-d'Angély regroupe 19 communes.
- Le Canton de Saint-Savinien regroupe 11 communes.
- Le Canton de Tonnay-Boutonne regroupe 11 communes.

### Composition depuis 2017
La composition de l'arrondissement est modifiée par l'arrêté du 30 décembre 2016 prenant effet au 1er janvier 2017.
Depuis 2015, le nombre de communes des arrondissements varie chaque année soit du fait du redécoupage cantonal de 2014 qui a conduit à l'ajustement de périmètres de certains arrondissements, soit à la suite de la création de communes nouvelles. Le nombre de communes de l'arrondissement de Saint-Jean-d'Angély est ainsi de 115 en 2015, 114 en 2016, 111 en 2017 et 110 en 2019.
Au 1er janvier 2024, l'arrondissement groupe les 110 communes suivantes :
1. Annepont
2. Annezay
3. Antezant-la-Chapelle
4. Archingeay
5. Asnières-la-Giraud
6. Aujac
7. Aulnay
8. Aumagne
9. Authon-Ébéon
10. Bagnizeau
11. Ballans
12. Bazauges
13. Beauvais-sur-Matha
14. Bercloux
15. Bernay-Saint-Martin
16. Bignay
17. Blanzac-lès-Matha
18. Blanzay-sur-Boutonne
19. Bords
20. Bresdon
21. Brie-sous-Matha
22. Brizambourg
23. La Brousse
24. Champdolent
25. Chantemerle-sur-la-Soie
26. Cherbonnières
27. Chives
28. Coivert
29. Contré
30. Courant
31. Courcelles
32. Courcerac
33. Cressé
34. La Croix-Comtesse
35. Dampierre-sur-Boutonne
36. Dœuil-sur-le-Mignon
37. Les Éduts
38. Les Églises-d'Argenteuil
39. Essouvert
40. Fenioux
41. Fontaine-Chalendray
42. Fontenet
43. Gibourne
44. Le Gicq
45. Gourvillette
46. Grandjean
47. Haimps
48. La Jarrie-Audouin
49. Juicq
50. Landes
51. Loiré-sur-Nie
52. Loulay
53. Louzignac
54. Lozay
55. Macqueville
56. Massac
57. Matha
58. Mazeray
59. Migré
60. Mons
61. Le Mung
62. Nachamps
63. Nantillé
64. Néré
65. Neuvicq-le-Château
66. Les Nouillers
67. Nuaillé-sur-Boutonne
68. Paillé
69. Poursay-Garnaud
70. Prignac
71. Puy-du-Lac
72. Puyrolland
73. Romazières
74. Saint-Félix
75. Saint-Georges-de-Longuepierre
76. Saint-Hilaire-de-Villefranche
77. Saint-Jean-d'Angély
78. Saint-Julien-de-l'Escap
79. Saint-Loup
80. Saint-Mandé-sur-Brédoire
81. Saint-Martial
82. Saint-Martin-de-Juillers
83. Sainte-Même
84. Saint-Ouen-la-Thène
85. Saint-Pardoult
86. Saint-Pierre-de-Juillers
87. Saint-Pierre-de-l'Isle
88. Saint-Savinien
89. Saint-Séverin-sur-Boutonne
90. Saleignes
91. Seigné
92. Siecq
93. Sonnac
94. Taillant
95. Taillebourg
96. Ternant
97. Thors
98. Tonnay-Boutonne
99. Torxé
100. Les Touches-de-Périgny
101. Varaize
102. Vergné
103. La Vergne
104. Vervant
105. La Villedieu
106. Villemorin
107. Villeneuve-la-Comtesse
108. Villiers-Couture
109. Vinax
110. Voissay

## Historique sommaire
L'arrondissement de Saint-Jean-d'Angély succède à l'ancien district de Saint-Jean-d'Angély qui fut supprimé en 1801 lors de la réforme de la carte administrative appliquée sous Napoléon Bonaparte (An VIII du Consulat).
Alors que la réforme Poincaré supprimait l'arrondissement en 1926, ainsi que celui de Marennes, seul l'arrondissement de Saint-Jean-d'Angély a été restauré en 1943.

## Géographie

### Situation géographique
L'arrondissement de Saint-Jean-d'Angély occupe le quart nord-est de la Charente-Maritime correspondant à l'appellation historique et géographique de la Basse Saintonge - en opposition à la Haute Saintonge.
À l'ouest, l'arrondissement est limitrophe de celui de Rochefort et au sud de celui de Saintes, arrondissements situés en Charente-Maritime, tandis qu'au nord et au nord-est, il jouxte le département des Deux-Sèvres via l'arrondissement de Niort et à l'est, celui de la Charente via les arrondissements de Confolens et de Cognac.

### Hydrographie sommaire
Cet arrondissement est arrosé principalement par la Boutonne et son plus long affluent, la Trézence, qui coulent dans sa partie centrale, et par l'Antenne, qui coule dans la partie orientale et qui y prend sa source. Ce sont des affluents de rive droite de la Charente, le fleuve servant lui-même de délimitation naturelle et administrative avec l'arrondissement de Saintes.

## Superficie

### La superficie de l'arrondissement
La superficie de l'arrondissement de Saint-Jean-d'Angély est de 1 442,15 km2, ce qui le place à l'avant-dernier rang en Charente-Maritime avant celui de La Rochelle, occupant 21,01 % de la superficie totale du département c'est-à-dire 1/5 de l'espace départemental.

### Liste des cantons et leur rang par superficie
| Rang | Canton                        | Superficie | Nombre de communes |
| ---- | ----------------------------- | ---------- | ------------------ |
| 1    | Aulnay                        | 333,88 km2 | 24                 |
| 2    | Matha                         | 289,21 km2 | 25                 |
| 3    | Saint-Jean-d'Angély           | 232,01 km2 | 19                 |
| 4    | Loulay                        | 176,36 km2 | 15                 |
| 5    | Saint-Savinien                | 166,25 km2 | 11                 |
| 6    | Saint-Hilaire-de-Villefranche | 122,75 km2 | 10                 |
| 7    | Tonnay-Boutonne               | 121,69 km2 | 11                 |

L'arrondissement de Saint-Jean-d'Angély possède trois cantons qui sont classés dans les neuf premiers du département par leur superficie.
Le canton d'Aulnay n'est pas seulement le plus étendu de l'arrondissement de Saint-Jean-d'Angély mais il est le plus vaste de la Charente-Maritime.
Si le canton de Matha regroupe le plus grand nombre de communes en Charente-Maritime au nombre record de 25, il se classe néanmoins au troisième rang départemental par sa superficie et occupe la deuxième place dans l'arrondissement de Saint-Jean-d'Angély.
Quant au canton de Saint-Jean-d'Angély, si celui-ci se classe au troisième rang dans son arrondissement, il occupe le 9e rang en Charente-Maritime.

## Démographie et population

### Évolution démographique
En 2022, l'arrondissement comptait 52 430 habitants.
| 1968   | 1975   | 1982   | 1990   | 1999   | 2006   | 2011   | 2016   | 2021   |
| ------ | ------ | ------ | ------ | ------ | ------ | ------ | ------ | ------ |
| 56 831 | 54 097 | 52 755 | 51 124 | 50 292 | 51 681 | 53 532 | 52 563 | 52 150 |

| 2022   | - | - | - | - | - | - | - | - |
| ------ | - | - | - | - | - | - | - | - |
| 52 430 | - | - | - | - | - | - | - | - |

### Une évolution démographique irrégulière
L'arrondissement de Saint-Jean-d'Angély fait apparaître trois phases distinctes de son évolution démographique de 1946 à 2007. Avec l'arrondissement de Jonzac qui est situé dans le sud du département, il fait partie des deux arrondissements de la Charente-Maritime à ne pas avoir dépassé, sinon rattrapé, son niveau de population de l'après-guerre.
Période 1946-1962
Celle-ci correspond à une phase démographique très favorable pour l'arrondissement qui participait au renouveau économique de l'après-guerre et qui s'appliquait d'ailleurs à l'ensemble du département puisque tous les arrondissements affichaient une croissance de leur population. Dans le cas de l'arrondissement de Saint-Jean-d'Angély, le gain de population entre 1946 et 1962 est de + 690 habitants, la croissance était certes faible mais elle n'était pas uniforme.
Cette évolution démographique était due à la fois à un solde naturel largement positif qui touchait aussi bien les communes rurales que les villes - phénomène bien connu du "baby boum" de l'après-guerre - et à un solde migratoire favorable grâce au développement urbain remarquable de Saint-Jean-d'Angély dans les années qui ont suivi la dernière guerre. Dans cette période de reconstruction, l'industrialisation et l'urbanisation attiraient de nouvelles populations (cas du canton de Saint-Jean-d'Angély et, dans une moindre mesure, de celui de Saint-Savinien), sinon fixaient pour un temps les populations rurales des autres cantons de l'arrondissement (cas notamment du canton de Matha).
1962-1999
Cette période pourrait être dénommée celle du "marasme" démographique tant la perte de population y est considérable. Dans cette longue période, la chute démographique est de - 8 125 habitants alors que, dans le même temps, le département s'accroissait de + 86 127 habitants!
La proportion de l'arrondissement dans la Charente-Maritime n'a cessé de baisser, passant dans cette même période de 12,4 % en 1962 à 9 % en 1999. Aujourd'hui, moins d'un habitant sur dix réside dans l'arrondissement de Saint-Jean-d'Angély en Charente-Maritime.
Trois raisons majeures expliquent ce mouvement de dépopulation. Tout d'abord, la cause première est à rechercher dans le grave problème de déprise agricole et rurale qui a affecté massivement les jeunes en situation d'emploi et qui ont dû être contraints à quitter la région.
Le second problème résulte de la désindustrialisation de l'arrondissement où beaucoup de petites industries traditionnelles (laiteries, fromageries, minoteries, distilleries, scieries et petites usines du travail du bois, manufactures de chaussures, petits ateliers de confection) ont fermé les unes après les unes et n'ont pas résisté aux différentes crises économiques suscitées par la mondialisation.
Enfin la crise urbaine qui a profondément touché Saint-Jean-d'Angély et même Matha a fortement contribué à accélérer l'exode des habitants.
1999-2007
Cette courte période qui pourrait faire croire à un renouveau démographique n'est en fait qu'un répit dans le processus quasi inexorable de la dépopulation de cet arrondissement.
Certes, six cantons sur sept enregistrent une croissance de leur population mais, en fait, seulement deux d'entre eux, cantons de Saint-Savinien et de Saint-Hilaire-de-Villefranche, peuvent durablement envisager une croissance démographique dans les prochaines décennies grâce à leur proximité des grands centres urbains que sont Saintes et Rochefort.
La décroissance démographique affectera tous les autres cantons en raison du très fort taux de vieillissement de la population et du trop faible taux de natalité. Les ressorts d'une véritable reprise démographique sont en fait cassés, le phénomène du vieillissement de la population de cet arrondissement est inéluctable.
De plus, l'absence d'un véritable centre urbain qui pourrait influer fortement sur son arrondissement crée un véritable handicap pour la poursuite du développement économique et, de fait, démographique. Une ville comme Saint-Jean-d'Angély a peu d'atouts en main pour jouer ce rôle moteur au sein de son arrondissement.

### Un arrondissement peu peuplé
L'arrondissement de Saint-Jean-d'Angély  est le moins peuplé de la Charente-Maritime. C'est également un arrondissement dont la densité de population, de l'ordre de 36 hab/km2, est particulièrement faible, étant plus de deux fois inférieure à celle du département en 2007.
Dans cet arrondissement peu peuplé, quatre cantons ont une densité de population inférieure à celle de l'arrondissement (Matha (33 hab/km2), Loulay (28 hab/km2), Tonnay-Boutonne (26 hab/km2) et Aulnay (20 hab/km2)) et parmi ceux-ci un canton a la densité la plus faible de la Charente-Maritime. Le canton d'Aulnay affiche 20 hab/km2, soit 4 fois moins que le département.
Cet arrondissement présente un grand nombre d'aspects de la "diagonale du vide" (vieillissement démographique, solde naturel négatif, solde migratoire négatif concernant les jeunes générations, faible densité de population, rural profond et isolé, quasi-absence de centre urbain ou présence de très petites villes peu attractives) qui va de la Meuse jusqu'au Limousin et dont une de ses extrémités se prolonge vers le Centre-Ouest de la France. Le canton d'Aulnay et une partie de celui de Loulay en font déjà partie.

### Un arrondissement peu urbanisé
Deux unités urbaines sont répertoriées dans l'arrondissement de Saint-Jean-d'Angély. Il s'agit de Saint-Jean-d'Angély avec 8 689 habitants et de Matha avec 2 135 habitants. Leur faible poids démographique influe peu sur le taux urbain qui est de 20,8 %[pas clair], ce qui est nettement inférieur à celui du département de la Charente-Maritime qui est de 58,1 % en 2007. En d’autres termes, 1 habitant sur 5 réside dans les 4 communes urbaines de cet arrondissement qui est le deuxième plus rural du département, après l'arrondissement de Jonzac dont le taux urbain[pas clair] est seulement de 19,6 %.
Saint-Jean-d'Angély fait véritablement office de pôle urbain au sein de son arrondissement tandis que Saint-Savinien et Matha, qui recensent chacune plus de 2 000 habitants, exercent une influence limitée à leur seul canton. Mais ces deux dernières n'occupent que le 50e et 58e rang en Charente-Maritime dans le classement démographique.
Cet arrondissement, rural par excellence, ne recense que 4 autres communes dont la population est comprise entre 1 000 et 1 999 habitants, et parmi ces communes, trois sont des chefs-lieux de canton (Aulnay, Saint-Hilaire-de-Villefranche et Tonnay-Boutonne), tandis que la quatrième, Bords, dans le canton de Saint-Savinien, est une grosse commune riveraine de la Charente dans la mouvance urbaine de Rochefort.
Plus des deux tiers de la population vit dans une commune rurale de moins de 1 000 habitants dans l'arrondissement de Saint-Jean-d'Angély, soit 67,44 % de la population en 2007. Ce qui correspond à une proportion très élevée alors que celle-ci n'est que de 24,5 % en Charente-Maritime.
Les trois communes de plus de 2 000 habitants de l'arrondissement de Saint-Jean-d'Angély sont les suivantes.
| Commune             | Population en 2007 | Population en 2010 |
| ------------------- | ------------------ | ------------------ |
| Saint-Jean-d'Angély | 7 463 hab.         | 7 669 hab.         |
| Saint-Savinien      | 2 372 hab.         | 2 432 hab.         |
| Matha               | 2 135 hab.         | 2 166 hab.         |